# Benny De Schrooder
Benny De Schrooder (né le 23 juillet 1980 à Knokke) est un coureur cycliste belge.

## Palmarès et classements mondiaux

### Palmarès
- 2001
  - 2e de la Liedekerkse Pijl
- 2002
  - 2e étape du Tour de la province de Namur
  - 3e du Kreiz Breizh
- 2004
  - Grand Prix de Lillers-Souvenir Bruno Comini
- 2006
  - 2e du Prix national de clôture
- 2008
  - 1re étape du Tour d'Estrémadure (contre-la-montre par équipes)

### Classements mondiaux
| Année           | 2006 | 2007 | 2008 |
| --------------- | ---- | ---- | ---- |
| UCI Europe Tour | 829e | 180e | 161e |